# شیر بادام زمینی

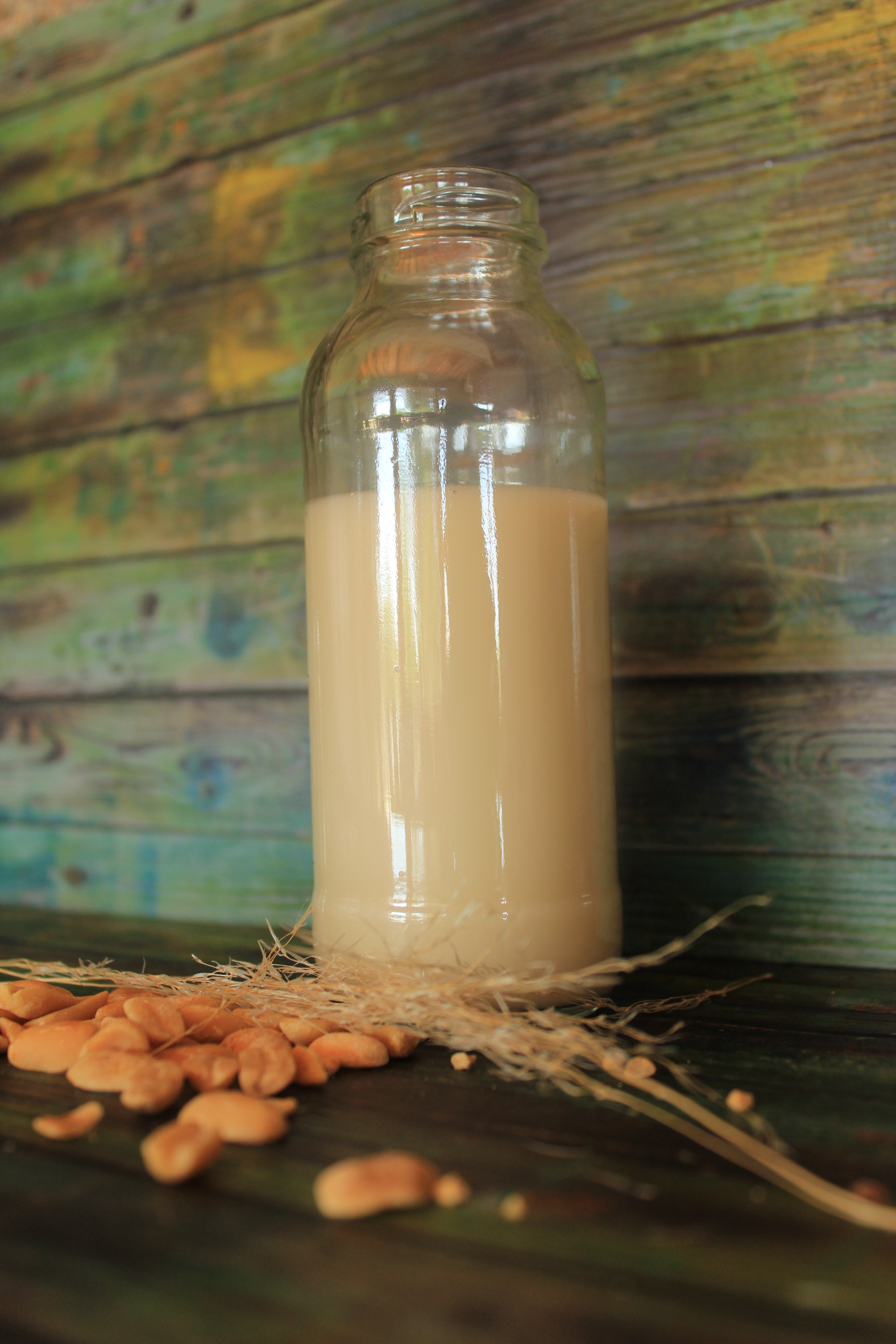
شیر بادام زمینی

شیر بادام زمینی یک شیر گیاهی است که جایگزین شیر حیوانی شده است. این شیر از بادام زمینی، آب و گاهی مواد اضافی دیگر مانند نمک، شکر یا دارچین درست می‌شود. شیر بادام زمینی در مقایسه با سایر شیرهای گیاهی دارای چربی و پروتئین بالایی است. این شیر گاهی اوقات توسط افرادی استفاده می‌شود که عدم تحمل لاکتوز دارند، گیاه‌خوار هستند یا رژیم غذایی بدون کازئین دارند. این شیر دارای مزایای تغذیه ای مانند منیزیم بالا، ویتامین E ویتامین B-6، و پروتئین است.
در منطقه شمالی نیجریه این یک نوشیدنی محبوب است که به نام شیر بادام زمینی شناخته می‌شود.

## تاریخچه
به احتمال زیاد جورج واشینگتن کارور، گیاه‌شناس، دانشمند، گفتگوگر و استاد مشهور در اوایل دهه ۱۹۰۰، شیر بادام زمینی مدرن بوده است. جورج به خاطر مهارت زیاد در شیمی و فیزیک، و تحقیقات ارزشمندش در مورد بادام زمینی شناخته شد. او از طریق جداسازی چربی‌ها، روغن‌ها، صمغ‌ها، رزین‌ها و قندهای بادام‌زمینی، راه‌های زیادی برای استفاده از مغز بادام‌زمینی پیدا کرد، از جمله شیر بادام‌زمینی.

## طرز تهیه
برای تهیه شیر بادام زمینی به موارد زیر نیاز است: بادام زمینی، آب، مخلوط کن و پارچه نازک برای صاف کردن مخلوط. مرحله اول شامل قرار دادن بادام زمینی در یک شیشه به اندازه کافی بزرگ و سپس خیس کردن بادام زمینی در آب برای حداقل شش ساعت است. سپس بادام زمینی‌های خیس شده را داخل مخلوط کن بریزید و آن‌ها را هم بزنید تا یکدست شوند. در نهایت، مواد مغزی مخلوط شده را داخل یک پارچه نازک بریزید تا شیر بادام زمینی گرفته شود و اکنون آماده مصرف است.
در نیجریه، بادام زمینی پوست کنده یا بدون پوست را برای چند دقیقه می‌جوشانند. شیر بادام زمینی در یخچال یا با تکه‌های یخ سرد شده و سپس سرو می‌شود.
ارزش غذایی شیر بادام زمینی
| شیر (۱ فنجان) | شیر بادام زمینی |
| کالری         | ۱۵۰ کالری       |
| چربی          | ۱۱ گرم          |
| پروتئین       | ۶ گرم           |
| کربوهیدرات‌ها  | ۶ گرم           |

## مصارف آشپزی
شیر بادام زمینی به‌طور کلی به عنوان جایگزین لبنیات برای مواردی مانند خامه قهوه، سوپ بادام زمینی، ماست، پارفه، پنیر، توفو یا به تنهایی استفاده می‌شود.